# Babelomurex macrocephalus
Babelomurex macrocephalus is een slakkensoort uit de familie van de Muricidae. De wetenschappelijke naam van de soort is voor het eerst geldig gepubliceerd in 2008 door Oliverio.